# 国立浙江大学附属中学
国立浙江大学附属中学是杭州第二中学的前身之一。1939年8月，竺可桢提出西迁过程中开设附属实验学校。1940年，国立浙江大学实验学校和湄潭中学合并，在湄潭成立国立浙江大学附属中学。迁回杭州后，浙江大学为附属中学购买了吴牙巷地块。1950年10月，国立浙江大学附属中学改归浙江省文教厅领导，并于1951年8月1日与美北浸礼会蕙兰中学合并，成立杭州第二中学。